# Roberto Severo
Roberto Luís Gaspar de Deus Severo, noto anche con lo pseudonimo di Beto OIH (Lisbona, 3 maggio 1976), è un ex calciatore portoghese, di ruolo difensore. È il team manager dello Sporting Lisbona.

## Carriera

### Nazionale
Con la maglia della nazionale portoghese vanta 31 presenze in nazionale con 2 goal realizzati. Ha partecipato alla spedizione ai Giochi Olimpici di Atlanta 1996, nonché ai Mondiali 2002 e agli Europei 2004.

## Palmarès
- Campionato portoghese: 2

Sporting Lisbona: 1999-2000, 2001-2002
- Coppa del Portogallo: 2

Sporting Lisbona: 1999-2000, 2001-2002
- Supercoppa di Portogallo: 2

Sporting Lisbona: 2000, 2002